# Кэррон, Скай
Шуйлер Энтони «Скай» Кэррон (англ. Schuyler Anthony "Sky" Carron; 24 августа 1921, Лайон-Маунтин — 15 июня 1964, Платсберг) — американский бобслеист, бронзовый призёр зимних Олимпийских игр 1948 года.

## Биография
Участник Второй мировой войны. Чемпион США 1947 года по бобслею среди экипажей двоек с Фредом Форчуном. В 1948 году с Форчуном завоевал бронзовую медаль зимних Олимпийских игр.
По профессии — менеджер по продажам автомобилей, работал в компаниях Keeseville Sales & Service и Walter F. Kenney Auto Agency.